# Buck Shaw Stadium
Buck Shaw Stadium is een voetbalstadion met 10.300 zitplaatsen. Het stadion staat op de campus van de Santa Clara-universiteit in het Amerikaanse Santa Clara (Californië).
Het stadion wordt gebruikt door verschillende sportteams uit de steden Santa Clara en San Jose. Het universiteitsteam SCU Broncos, dat speelt in de West Coast Conference van de National Collegiate Athletic Association, speelt er.
Van 2008 tot 2014 en de afwerking van het Avaya Stadium, minder dan een kilometer ten oosten van dit stadion, was dit stadion ook de thuisbasis van de San Jose Earthquakes, een Major League Soccerteam.

## Externe link

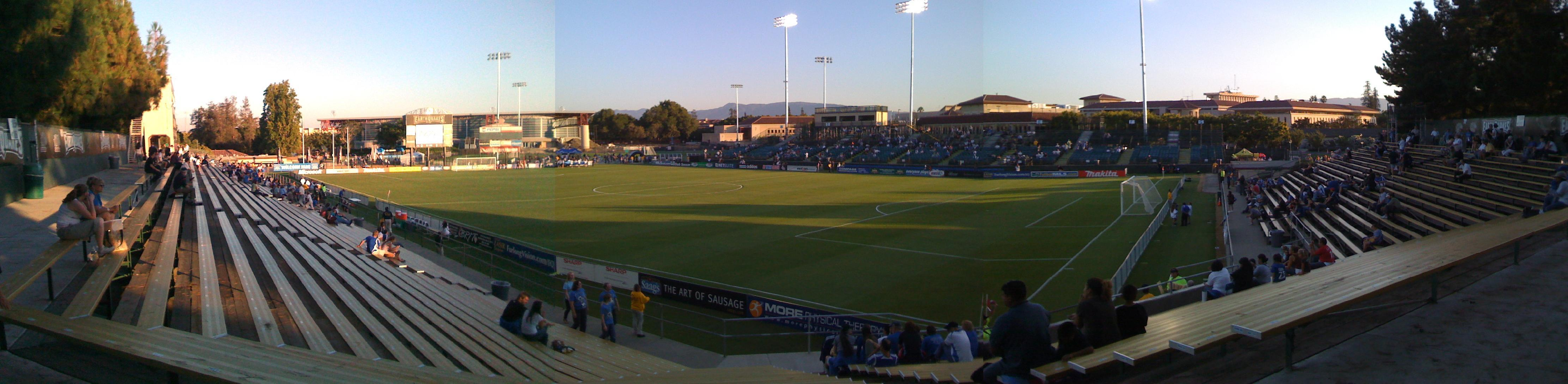
Panoramafoto